# Władysław Szepieniec
Władysław Szepieniec (ur. 27 czerwca 1898 w Rymanowie, zm. wiosną 1940 w Charkowie) – porucznik piechoty rezerwy Wojska Polskiego, kawaler Orderu Virtuti Militari, ofiara zbrodni katyńskiej.

## Życiorys
Syn Bartłomieja, garbarza, i Teresy z domu Wołczańskiej urodzony 27 czerwca 1898 w Rymanowie. Był bratem: Andrzeja (ur. 1896), Mieczysława (ur. 1903), Bronisława (ur. 1906) i Bolesława (ur. 1911).
Działał w Polskim Towarzystwie Gimnastycznym „Sokół” w Rymanowie. W 1917 zdał egzamin dojrzałości (tzw. matura wojenna) w Państwowym Gimnazjum w Sanoku (w jego klasie byli m.in. Mieczysław Dukiet, Kazimierz Kwaśniewicz, Stanisław Ochęduszko).
W Wojsku Polskim służył od 1918. W czasie wojny polsko-ukraińskiej 1919 walczył w szeregach 3 batalionu strzelców sanockich. Podczas wojny polsko-bolszewickiej 1920 był w Dowództwie 18 Dywizji Piechoty. 1 czerwca 1921 pełnił służbę w Intendenturze 18 Dywizji Piechoty, a jego oddziałem macierzystym był 72 Pułk Piechoty. Po zakończeniu działań wojennych został przeniesiony do rezerwy i przydzielony do 5 pułku strzelców podhalańskich w Przemyślu. 8 stycznia 1924 został zatwierdzony w stopniu podporucznika ze starszeństwem z 1 czerwca 1919 i 1534. lokatą w korpusie oficerów rezerwy piechoty. 29 stycznia 1932 został mianowany porucznikiem ze starszeństwem z 2 stycznia 1932 i 43. lokatą w korpusie oficerów rezerwowych piechoty. Nadal posiadał przydział w rezerwie do 5 psp. W 1934 posiadał przydział w rezerwie do 1 pułku strzelców podhalańskich i pozostawał wówczas w ewidencji Powiatowej Komendy Uzupełnień Kraków Miasto.
Zawodowo pracował na stanowisku dyrektora technicznego Polskich Zakładów Garbarskich w Krakowie.
Wobec zagrożenia konfliktem, w 1939 został zmobilizowany, a po wybuchu II wojny światowej walczył w kampanii wrześniowej, uczestniczył w obronie Lwowa. Po agresji ZSRR na Polskę z 17 września 1939 i wkroczeniu do Lwowa, został aresztowany przez Sowietów i był przetrzymywany w obozie w Starobielsku. Wiosną 1940 wraz z jeńcami osadzonymi w Starobielsku został przewieziony do Charkowa i rozstrzelany przez funkcjonariuszy Obwodowego Zarządu NKWD w Charkowie oraz pracowników NKWD przybyłych z Moskwy na mocy decyzji Biura Politycznego KC WKP(b) z 5 marca 1940. Pogrzebano go potajemnie w bezimiennej mogile zbiorowej w Piatichatkach, gdzie od 17 czerwca 2000 mieści się oficjalnie Cmentarz Ofiar Totalitaryzmu w Charkowie. Figuruje na Liście Starobielskiej NKWD pod poz. 3761.

## Ordery i odznaczenia
- Krzyż Srebrny Orderu Wojskowego Virtuti Militari nr 4537 – 1922[20][21]

5 listopada 1935 Komitet Krzyża i Medalu Niepodległości odrzucił wniosek o nadanie mu tego odznaczenia „z powodu braku pracy niepodległościowej”.

## Upamiętnienie
5 października 2007 minister obrony narodowej Aleksander Szczygło mianował go pośmiertnie na stopień kapitana. Awans został ogłoszony 9 listopada 2007 w Warszawie, w trakcie uroczystości „Katyń Pamiętamy – Uczcijmy Pamięć Bohaterów”.
14 kwietnia 2012, w ramach akcji „Katyń... pamiętamy” / „Katyń... Ocalić od zapomnienia”, przy cmentarzu rzymskokatolickm parafii św. Wawrzyńca w rodzinnym Rymanowie został zasadzony Dąb Pamięci honorujący Władysława Szepieńca.